# Walentin Jakowlew
Walentin Nikołajewicz Jakowlew (ros. Валентин Николаевич Яковлев, ur. 22 września 1892 w Sumach, zm. 25 października 1918 w Krasnojarsku) – działacz bolszewicki.

## Życiorys
Od 1910 studiował w Charkowskim Instytucie Technologicznym, od 1912 członek SDPRR(b), od 1912 do listopada 1914 deputowany do IV Dumy Państwowej. 4 listopada 1914 aresztowany, 1915 skazany na zesłanie do guberni jenisejskiej, 16 marca 1917 amnestionowany w związku z rewolucją lutową. W 1917 przewodniczący Komitetu Wykonawczego Rady Powiatowej w Jenisejsku, członek Syberyjskiego Rejonowego Biura KC SDPRR(b), członek Krasnojarskiego Rejonowego Biura SDPRR(b). Członek Środkowosyberyjskiego Obwodowego Biura SDPRR(b), przewodniczący Krasnojarskiego Komitetu SDPRR(b), pełnomocnik KC SDPRR(b) na Syberii, 1918 członek Centralnego Komitetu Wykonawczego Rad Syberii, do czerwca 1918 przewodniczący jenisejskiego gubernialnego Sownarchozu.
W 1918 aresztowany przez białogwardzistów, następnie rozstrzelany.